# توم والش (سياسي أمريكي)
توم والش (بالإنجليزية: Tom Walsh)‏ هو سياسي أمريكي، ولد في 31 أكتوبر 1942 في ثيرموبوليس في الولايات المتحدة، وتوفي في 2010 في كاسبر في الولايات المتحدة بسبب ابيضاض الدم. حزبياً، نشط في الحزب الجمهوري. وقد انتخب عضو مجلس نواب وايومنغ.